# Pineo
Pineo es una aldea de la parroquia de Piñeres en el concejo de Aller, Asturias (España).

## Localización
Situada en el kilómetro 2 de la carretera de Coto Beyo, a 525 m de altitud, se encuentra asentada en la ladera umbría de una de las estribaciones del Cordal de Muries y Santibanes, que parte de la Peña El Siirru Nigru y baja por la también umbría del río Aller entre las regueras de Pineo y Fontica.

## Demografía
Alcanzó su mayor población, en el entorno de 85 habitantes, en la época de la minería. En la actualidad, sus 17 casas bien conservadas son utilizadas en su mayoría como segunda vivienda por antiguos pobladores o descendientes, que comparten el ocio con el cultivo de huertas y frutales.
```
La continua actividad observada confirma la presencia de una población de hecho acorde con la habitabilidad del lugar.
```

## Historia
En tanto no se disponga de estudios fiables, sería aventurado fijar el origen de este tipo de aldeas que pueblan valles y laderas de los montes asturianos. La existencia en el costado sur de una vega denominada La Martiniega evidencia la consolidación de Pineo como núcleo de población estable identificado fiscalmente en el período de aplicación del tributo del mismo nombre.
La tradición oral sitúa los primeros asentamientos en un lugar próximo denominado Dornayos asignando a una cabaña, La Bodeguina, como primera morada.Zona fértil y soleada, Dornayos, fue dedicado a tierras de cultivo, trasladando las residencias al emplazamiento actual sobre cantera de buena piedra, pero sin sol en invierno y empinado, de ahí el nombre de Pineo, empinado, pino.
La arquitectura de las viviendas y establos, muestra una ampliación en altura, lo que indica un momento de salto cualitativo del hábitat.
Un dato importante es el alto grado de autonomía de sus habitantes, verificado por el diseño de las viviendas: Sótano compartimentado para cría de cerdos, gallinas y en algún caso ovejas; planta baja con disposición sobre el lar para el curado de la matanza; boca de horno, que se alarga en forma de bóveda al exterior de los muros para la fabricación del pan; segunda planta dormitorio del que se accede al secadero (“serdu” en bable) de castañas fundamentalmente, situado inmediatamente encima del colgador de la matanza y en línea vertical del flujo de aire caliente y humos; hórreo y cuadra anexos, así como elementos para la colada y limpieza del lino. Hay evidencias del cultivo en épocas recientes de escanda y lino, además de los productos comunes de la región.Al lado de la reguera pueden verse las ruinas del viejo molino.
A principios del siglo XX irrumpe con fuerza la explotación del carbón, al descubrirse la multiplicidad de capas que alberga el subsuelo. Minas de montaña, de antracita de alto poder calorífico, iniciadas por franceses y continuadas por Duro Felguera, atraviesan un período de importantes inversiones en infraestructura, al tiempo que comienzan las primeras extracciones. La aldea se transforma de campesina en minera.
La guerra civil significó un retraso tecnológico radical. Siendo prioritario la producción en cantidad a cualquier precio, se pasó a técnicas primarias de laboreo, con el consiguiente empleo masivo de mano de obra. Pineo, como tantas otras aldeas sufrió su propia explosión demográfica con la llegada de trabajadores en número superior a sus posibilidades habitacionales.
La mina del Sierru Nigru, a la que el nuevo Pineo se debía y de la que dependía, falta de toda capitalización, al primer atisbo de crisis de mediados de los sesenta, cerró definitivamente, comenzando el éxodo de sus pobladores hasta la casi completa despoblación.
ODA
De empinado, pino, Pineo. Meciéndose sobre carboníferas vetas, forjaste identidades solidarias en el silencio histórico de tantos otros arrabales hermanos.
Rendiste tu tributo abundante de sangre bajo los costeros y frente al terror siniestro de la noche hispana.
Cantaste y bailaste en los días de efímera gloria alrededor de la hoguera sin dioses ni hechiceros.
Amalgamaste la ancianidad campesina con la juventud minera, el canto bajo la niebla con el estruendo de vagonetas, básculas y cangilones en un festín de discorde polifonía.
Huida la avaricia patronal a más fáciles pastos, dispersaste a tus hijos por asfálticas y monóxidas urbes.
Y de nuevo silenciosa y abandonada de todos los poderes, regresas hoy a tu madreselva, que cubre aldea, sendas y praderas